# Клиш, Павел
Павел Клиш (пол. Paweł Klisz, род. 4 августа 1992 года, Бельско-Бяла, Польша) — польский лыжник, участник Олимпийских игр в Сочи. Универсал, одинаково успешно выступает и в спринтерских и в дистанционных гонках.
В Кубке мира Клиш дебютировал 11 января 2014 года, всего стартовал в 3 личных гонках в рамках Кубка мира, но не поднимался в них выше 38-го места и кубковых очков не завоёвывал. Более регулярно и успешно выступает в Славянском кубке, где четырежды поднимался на подиум в личных гонках.
На Олимпийских играх 2014 года в Сочи, стартовал в двух гонках: скиатлон — 61-е место и гонка на 15 км классическим стилем — 64-е место.
За свою карьеру в чемпионатах мира участия пока не принимал. На молодёжных и юниорских чемпионатах мира его наивысшим результатом в индивидуальных гонках является 13-е место в скиатлоне на юниорском чемпионате мира 2012 года.